# أحمد نصر العدوي
أحمد نصر ، (1275 هـ / 1858م - 1940 -1941، اسيوط) فقيه، ومحدث، وداعية، وأستاذ جامعي مصري.

## مؤهلاته العلمية
حصل على الإجازة الجامعية حقوق قسم شريعة وقانون 1972م ثم التحق كعضو بمجلس الشيوخ عام 1901م في شهر يونيو. حصل أيضا علي ايجازة التجويد عام 1920م من الأزهر الشريف ثم حصل على عالية القراءات عام 1922م من الأزهر الشريف.

## نشاطه العلمي
الشيخ أحمد نصر العدوي 1858 ـ 1940 واحد من كبار علماء المالكية في عصره، كان  شيخ رواق الصعايدة ، كما كان نائب مشيخة السادة المالكية قبل توليه مشيختها لبعض الوقت فيما  بين شيخين من مشايخ الأزهر هما الشيخ سليم البشري 1832-1917 والشيخ محمد أبو الفضل الجيزاوي 1847-1927 وقد عاش هو بعدهما حتى  1940. 
زمالته لمخلوف الأب وكيل الأزهر 
كان الشيخ أحمد نصر العدوي صنوا في الدراسة لابن بلده الشيخ محمد حسنين مخلوف وكيل الأزهر 1861- 1836 ، وقد تلقى العلم معه في بني عدي القبلية ثم في الأزهر الشريف، وكان من أساتذته الشيخ محمد ماهر العدوي ، والشيخ عبد الرحمن الشربيني 1832- 1908 شيخ الأزهر فيما بعد  فضلا عن مشايخ الفقه المالكي المعروفين ، ومنهم كثيرون ممن كانوا يمتون إليه بصلة القربى أو الاشتراك في مسقط الرأس ، ونال الشيخ أحمد نصر العدوي شهادة العالمية في 1891 (أي بعد الشيخ محمد حسنين مخلوف بأربعة أعوام).
أستاذيته في مدرسة القضاء الشرعي 
عمل الشيخ أحمد نصر العدوي عقب إجازته مدرسا في الأزهر ، ولمع نجمه في التدريس والمحاضرة ، وصادف هذا اللمعان تأسيس مدرسة القضاء الشرعي وحرص مؤسسها الذي هو وزير المعارف سعد زغلول باشا على انتقاء أفضل العناصر لها ، وهكذا اختير الشيخ أحمد نصر مدرساً في مدرسة القضاء الشرعي بعد تأسيسها في  1907(وإن كان من الطرافة أن بعض المصادر تذكر تعيينه مدرسا فيها في تاريخ سابق على تاريخ إنشائها !!)
عضويته في هيئة كبار العلماء 
اختير الشيخ أحمد نصر العدوي عضواً في هيئة كبار العلماء عند تأسيسها 1911 من 30 عضواً، منهم تسعة من علماء المالكية كان هو منهم كما كان منهم شيخ العلماء الشيخ هارون عبد الرازق 1833-1918 وشيخا الأزهر الشيخ سليم البشري والشيخ محمد أبو الفضل الجيزاوي وزميله وكيل الأزهر الشيخ محمد حسنين مخلوف العدوي ، وكان منهم أيضاً الشيخ دسوقي العربي، والشيخ محمد طموم ، والشيخ محمد الروبي ، والشيخ محمد راشد .  
ومن الجدير بالذكر أنه كان أخر من توفي من علماء المالكية التسعة  المؤسسين في هيئة كبار العلماء ، و بهذا فإنه مارس الأستاذية و التقييم على مدى زمني أكثر منهم جميعا و بخاصة مع تفرغه للأستاذية و خلو باله  ووقته مما تقتضيه وظائف الإدارة .
مكانته على رأس لجان الامتحان وتقييم كبار العلماء  
كان الشيخ أحمد نصر العدوي نموذجا لمن يسميهم نظام التعليم الانجليزي أساتذة الامتحانات  والتقييم التربوي ، إذ كان يرأس لجان امتحان الشهادة العالمية  من درجة أستاذ ، بل كان يرأس أيضا لجان النظر في الرسائل المقدمة من العلماء للظفر بعضوية هيئة كبار العلماء ، وقد دامت عضويته  ورئاسته لهذه اللجان ثلاثين عاماً. وعلى سبيل المثال فقد كان الشيخ أحمد نصر العدوي واحدا من العلماء السبعة الذين تولوا امتحان و مناقشة أوائل خريجي الكليات حصولا على العالمية من درجة أستاذ  ، وكانت هذه اللجنة برئاسة الشيخ المراغي وعضوية الشيخ عبد المجيد سليم مفتي مصر والشيخ إبراهيم الجبالي والشيخ محمد عبد الفتاح العناني والشيخ عيسى منون والشيخ محمود أبو دقيقة .
دوره في ثورة 1919 
شارك الشيخ أحمد نصر العدوي مشاركة فاعلة في ثورة 1919 حتى يمكن القول بأنه كان أمير المشاركين فيها من حيث أسبقية المقام العلمي القديم، ومن المعروف أن من أقطاب الأزهريين في هذه الثورة : الشيخ محمد شاكر والشيخ عبد المجيد اللبان والشيخ يوسف الدجوي والشيخ علي سرور الزنكلوني والشيخ عبد ربه مفتاح والشيخ عبد الباقي سرور نعيم، والشاعر عبد الله عفيفي والشيخ محمود أبو العيون  والشيخ محمد عبد اللطيف دراز فضلا عن الشيخ مصطفى القاياتي والشيخ محمد عز العرب المبتديان اللذين كانا من طبقات الوفد القيادية  التي تولت المسئولية في غياب زعامات الوفد في المنفى والسجن . 
تدريسه الحديث بعد الفقه
ومع أن الشيخ أحمد نصر مارس أستاذية الفقه المالكي لسنوات طويلة ممتدة فإنه في آخر حياته بدأ يدرس كتاب الحديث ، ويروى أنه أتم تدريس صحيح مسلم ، وشرع بعده في تدريس سنن أبي داوود.
أستاذيه للشيخ المراغي 
كانت للشيخ أحمد نصر العدوي مكانة رفيعة في جيله على الرغم من أنه لم يتول المناصب الإدارية كثيراً، وكان شبيها بالشيخ دسوقي العربي في هذا الطابع، وكان من أبرز تلاميذه الشيخ محمد مصطفى المراغي الذي حضر جنازته في الجامع الأزهر.
وفاته
لوفاة الشيخ أحمد نصر العدوي تاريخان متاحان، وهما على كل حال قريبان من بعضهما البعض 28 مارس 1940 و5 أكتوبر 1941